# Rohstoff (Produktion)
Rohstoffe sind im Rechnungswesen und der Materialwirtschaft Materialien, die in der Bilanz zum Umlaufvermögen gehören und bei der Produktion direkter Bestandteil der Produkte werden.

## Allgemeines
Rohstoffe gehören wie die Betriebs- und Hilfsstoffe zu den Werkstoffen. Der handelsrechtliche Rechtsbegriff der Rohstoffe ist weiter gefasst als der allgemein verwendete Begriff Rohstoffe. Zu den handelsrechtlichen Rohstoffen gehören sämtliche Materialien, die im Produktionsprozess in das Produkt substanziell eingehen und zu dessen Hauptbestandteil werden; sie prägen im Gegensatz zu den Hilfsstoffen das Endprodukt in seiner physischen Substanz. Während Roh- und Hilfsstoffe wesentliche Bestandteile des Endproduktes werden, werden Betriebsstoffe bei Betriebsbereitschaft oder Produktion verbraucht. Rohstoffe gehören deshalb zu den Repetierfaktoren, die für jeden Produktionsprozess neu beschafft werden müssen.

## Rohstoffarten und Rohstoffintensität
Rohstoffe sind die Hauptbestandteile eines Produkts. Zu unterscheiden sind Materialien der Urproduktion und Fertigerzeugnisse aus vorgelagerten Produktionsstufen. Denn es ist zu bedenken, dass in einem vertikalen Produktionsprozess die Fertigprodukte eines Unternehmens bei einem anderen, nachgelagerten Unternehmen als Rohstoffe gelten können (Bretter eines Sägewerks in einer Möbelfabrik).
- Urproduktion: Erze, Kohle, Metalle, Holz, Rohöl, Gase, Baumwolle oder Häute.[4]
- Fertigerzeugnisse aus vorgelagerten Produktionsstufen: Gummi, Kunststoffe oder Stoffe jeder Art.

In der Automobilindustrie werden vollständige Baukomponenten (Armaturen) von Zulieferern erworben und ohne weitere Verarbeitung in der Fahrzeugherstellung verwendet; sie gelten in der Automobilfertigung als Rohstoffe.
Rohstoffintensive Industrien sind jene, bei denen die Rohstoffe einen hohen Anteil am Produktionsprozess oder an den gesamten Vorräten wie in der Stahlindustrie, Textilindustrie oder Chemischen Industrie ausmachen. Die betriebswirtschaftliche Kennzahl der Rohstoffintensität ergibt sich wie folgt:
{\displaystyle {\text{Rohstoffintensität [in}}\,\%]\cong {\frac {\text{Aufwand - Erlöse für Rohstoffe im Geschäftsjahr}}{\text{Umlaufvermögen im Geschäftsjahr}}}\cdot 100\,\%}.
Darin sind:
{\displaystyle {\text{Rohstoffintensität [in}}\,\%]},
{\displaystyle {\text{Aufwand abzüglich Erlöse für Rohstoffe im Geschäftsjahr}}} in GE (Geldeinheiten), beispielsweise in €,
{\displaystyle {\text{Umlaufvermögen im Geschäftsjahr}}} in GE (Geldeinheiten), beispielsweise in €.
Diese Kennzahl ist Teil der Unternehmensdaten, womit sie gesetzlichen Vorgaben zu genügen hat. Die Bestände auf dem Lager, wozu auch die Rohstoffe gehören, müssen zum Bilanzstichtag in der Bilanz erfasst werden. Grundlage ist § 266 Abs. 2 lit. B I Nr. 1 HGB, wonach das Umlaufvermögen auf der Aktivseite zur Bilanzierung aktiviert werden muss.
Die Rohstoffe müssen als Einzelerfassung verbucht werden, wobei Unternehmen vereinfachte Verfahren anwenden dürfen. Rohstoffe müssen, wie alle Werkstoffe, nach dem strengen Niederstwertprinzip in die Bilanz einfließen. Dies bedeutet, dass stets die niedrigsten Preise (Anschaffungskosten oder Marktpreis/Börsenpreis am Bilanzstichtag) für die Bewertung herangezogen werden müssen.

## Bewertung
Die zum Bilanzstichtag nicht verbrauchten Rohstoffe werden nach § 266 Abs. 2 lit. B I Nr. 1 HGB aktiviert und bilden deshalb als Vorräte einen Teil des Umlaufvermögens. Dieses unterliegt nach § 253 Abs. 4 HGB dem strengen Niederstwertprinzip, bei dem die Anschaffungskosten oder der niedrigere Börsen- oder Marktpreis bei der Bewertung zugrunde zu legen ist. Eine Bewertung im Rahmen des Festwertverfahrens ist möglich, wenn gleichartige Rohstoffe zusammengefasst werden können. Die Bewertung der Rohstoffe unterliegt ferner dem Verbrauchsfolgeverfahren, bei dem die zeitliche Abfolge zwischen Lagerung und Produktion fingiert wird.